# Docteur Karlov
Pour plus de détails, voir Fiche technique et Distribution.
Docteur Karlov (titre original : The Drums of Jeopardy) est un film américain réalisé par George B. Seitz, sorti en 1931.

## Synopsis
Lorsque sa fille Anya se suicide après avoir été séduite par un homme dont elle refuse de révéler l'identité, le chimiste russe Boris Karlov jure de la venger. Parce qu'elle portait le célèbre collier Petroff, Drums of Jeopardy, au moment de sa mort, Boris suppose que son amant était un membre de cette famille aristocratique. La légende qui entoure le collier indique que si l'une des pierres est détachée et envoyée à un homme, celui-ci mourra dans les vingt-quatre heures. Ne sachant pas que c'est Gregor Petroff qui était le séducteur d'Anya, Boris prévoit de tuer toute la famille Petroff, en envoyant à chaque victime prévue une des quatre pierres pour annoncer sa mort imminente. Après que Boris, qui est devenu un bolcheviste de premier plan, a tué le général Petroff, les trois autres, le prince Ivan, Nicolas et Gregor, se rendent en Amérique pour demander l'aide de l'agent des services secrets Martin Kent. 
Boris les suit et tue Ivan. Pendant ce temps, Nicolas et Gregor se réfugient dans un appartement que Kitty Conover, étudiante en art, partage avec sa tante Abbie. Sur les conseils de Kent, les frères se cachent dans la maison isolée de tante Abbie dans le New Jersey. Boris les suit et capture Gregor, qui lui propose de lui dire le nom du séducteur de sa fille en échange de sa liberté. Il accuse Nicholas, alors qu'il est lui-même coupable. Son mensonge ne lui sauve cependant pas la vie, puisque Boris le tue avec du gaz toxique. Réalisant que Nicolas et Kitty sont tombés amoureux, Boris prévoit de venger la mort de sa fille en forçant Nicolas à tuer sa bien-aimée. Nicholas et Kitty sont sur le point de se noyer ensemble dans la cave où Boris les a emprisonnés lorsque la police arrive avec Kent. Boris fait une dernière tentative pour les tuer tous, mais il se noie dans son propre piège. Libérés de la persécution, Kitty et Nicholas s'embrassent.

## Fiche technique
- Titre original : The Drums of Jeopardy
- Réalisation : George B. Seitz
- Scénario : Florence Ryerson (en), d'après le roman éponyme de Harold MacGrath
- Direction artistique : Fay Babcock
- Décors : Ralph M. DeLacy
- Photographie : Arthur Reed
- Montage : Otto Ludwig
- Production : Phil Goldstone
- Société de production : Tiffany Productions
- Société de distribution : Tiffany Productions
- Pays d'origine :  États-Unis
- Langue originale : anglais
- Format : Noir et blanc  — 35 mm — 1,37:1 — son mono
- Genre : drame
- Durée : 75 minutes
- Dates de sortie : États-Unis : 2 mars 1931

## Distribution
- Warner Oland : Boris Karlov
- June Collyer : Kitty Conover
- Lloyd Hughes : Nicholas Petroff
- Clara Blandick : tante Abbie
- Hale Hamilton : Martin Kent
- Wallace MacDonald : Gregor Petroff
- George Fawcett : Général Petroff
- Florence Lake : Anya Karlov
- Mischa Auer : Peter
- Ernest Hilliard : Prince Ivan Petroff
- Ann Brody : Taisya

## Autour du film
- Le roman avait déjà été adapté au cinéma en 1923 sous le même titre (en).